# بيدرو مونتيرو
بيدرو مونتيرو هو لاعب كرة قدم برتغالي في مركز الدفاع، ولد في 30 يناير 1994 في مدينة باكوس دي فيريرا في البرتغال. لعب مع أبولون ليماسول وسبورتينغ براغا.

## وصلات خارجية
- بيدرو مونتيرو على موقع قاعدة بيانات كرة القدم.إي يو (الإنجليزية)
- بيدرو مونتيرو على موقع Soccerway.com (الإنجليزية)
- بيدرو مونتيرو على موقع AS.com (الإسبانية)